# Burg Wettenberg
Die Burg Wettenberg ist eine abgegangene Burg 1000 Meter südöstlich des Ortsteils Wettenberg der Gemeinde Hochdorf im Landkreis Biberach in Baden-Württemberg.
Von der ehemaligen Burganlage mit großer trapezförmiger Kernburg ist noch der hakenförmige Wallgraben erhalten.